# José Manuel Díaz
José Manuel Díaz Gallego (ur. 18 stycznia 1995 w Jaén) – hiszpański kolarz szosowy.

## Osiągnięcia
Opracowano na podstawie:
2019
- 1. miejsce w klasyfikacji górskiej Czech Cycling Tour

2020
- 1. miejsce na 8. etapie Tour du Rwanda

2021
- 1. miejsce w Presidential Cycling Tour of Turkey
  - 1. miejsce na 5. etapie

## Rankingi
| Rok             | 2017 | 2018  | 2019  | 2020 | 2021 | 2022  | 2023 | 2024 |
| --------------- | ---- | ----- | ----- | ---- | ---- | ----- | ---- | ---- |
| World Ranking   | 909. | 1341. | 1614. | 653. | 181. | 1066. | 624. | 252. |
| UCI Europe Tour | 581. | 1231. | 1072. | 531. | 156. | 763.  | -    | -    |
| UCI Asia Tour   | -    | 335.  |       |      |      |       |      |      |
|                 |      |       |       |      |      |       |      |      |
| Źródło: UCI     |      |       |       |      |      |       |      |      |